# St. Johannis (Ettenstatt)

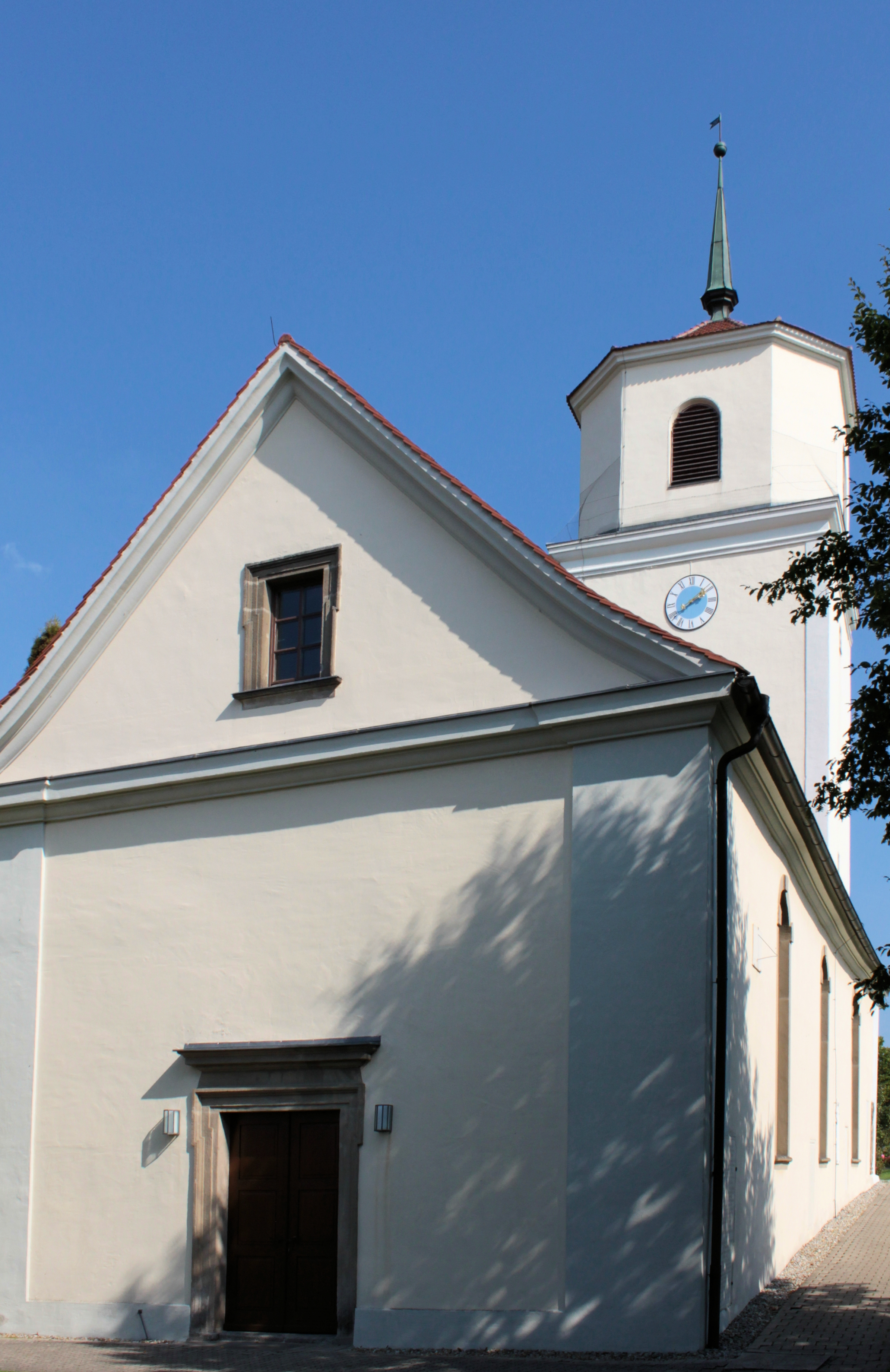
Kirche St. Johannis, Südwestansicht

Die St. Johannis-Kirche ist eine evangelisch-lutherische Pfarrkirche in Ettenstatt im mittelfränkischen Landkreis Weißenburg-Gunzenhausen. Die Kirche ist Teil des Evangelisch-Lutherischen Dekanats Weißenburg in Bayern. Das Gebäude ist unter der Denkmalnummer D-5-77-127-1 als Baudenkmal in die Bayerische Denkmalliste eingetragen. Die mittelalterlichen, untertägigen Bestandteile der Kirche sowie ihr Vorgängerbau sind zusätzlich als Bodendenkmal (Nummer: D-5-6932-0246) eingetragen. Das Patrozinium ist Johannes der Täufer.
Die Kirche mit der postalischen Adresse An der Kirche 3 liegt umgeben von weiteren denkmalgeschützten Bauwerken im Ortskern Ettenstatts auf einer Höhe von 453 Metern über NHN. Südöstlich grenzt direkt der Friedhof an.
Die zunächst spätgotische Kirche ist um 1480 erbaut worden. 1750 wurde die Ausstattung der Kirche dem Barock angepasst. 1711 wurde der viersäulige Altaraufbau gebaut; der Altar selbst wurde von 1740 geschaffen. Die Kanzel und das Chorgestühl sind aus dem 17. Jahrhundert. Von 1750 ist das Wappen der Markgrafen von Brandenburg-Ansbach. Vom 17. bis zum 19. Jahrhundert wurden Bedienstete der Markgrafen und der Schenken von Geyern an der südlichen Mauer begraben. Die Grabsteine sind erhalten. 1848 wurden die Fenster erweitert. Der Kirchturm wird von einer Helmkappe gekrönt.

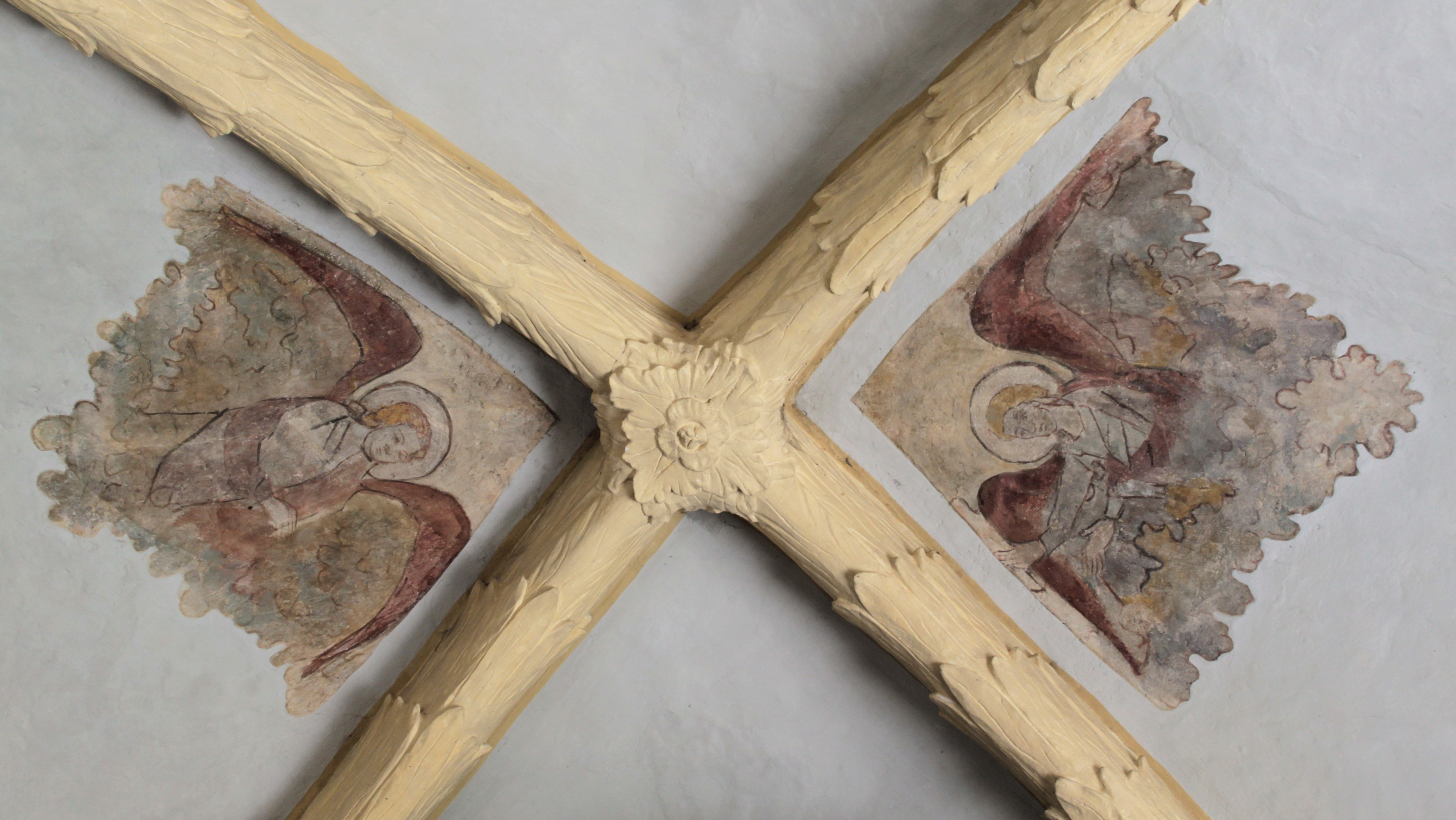
Freigelegte Deckenmalerei

Die Chorturmkirche ist ausgestattet mit Malereien aus der Bauzeit; darunter zwei Engelsbildern. Das Kreuzrippengewölbe im Turmchor ist verziert mit Akanthuskapitellen und Lorbeerblattornamenten, die auch im Deckenstuck des Kirchenschiffes auftauchen. Kreuzigung, Grablegung, Auferstehung und Himmelfahrt Christi sind auf dem Altar und seinem Aufbau abgebildet.